# Lavello
Lavello – miejscowość i gmina we Włoszech, w regionie Basilicata, w prowincji Potenza. Według danych z 31 grudnia 2016 gminę zamieszkiwało 13 525 osób.
Lavello było niegdyś stolicą katolickiej diecezji. Od 1969 istnieje odwołująca się do niej stolica tytularna Lavellum.

## Historia
21 maja 1254 roku zmarł tutaj chory na malarię król Niemiec i Sycylii Konrad IV Hohenstauf.